# Players' Union
Le Players' Union ou Syndicat des joueurs en français, est le nom utilisé pour désigne l'Association of Football Players’ and Trainers’ Union, syndicat créé en 1907 au Royaume-Uni. Il s'agit du syndicat professionnel initial qui devient ensuite la Professional Footballers' Association. Les revendications initiales de l'organisation sont la liberté de rejoindre n'importe quel club et l’obtention des mêmes droits que les autres travailleurs.

## Création du syndicat
Le Players' Union est formé lors d'un rassemblement, le 2 décembre 1907, à l'initiative de Charlie Roberts et Billy Meredith (qui ont fait partie de l'AFU) à l'Imperial Hotel de Manchester. Il s'agit de la seconde tentative de création d'un syndicat pour les footballeurs professionnels après l'échec de l'Association Footballers' Union qui est dissoute en 1901. Ce syndicat est formé parce que la Football League a adopté un salaire maximum pour les footballeurs en 1901, fixé à £4 (soit £368 en 2012). Avec les nombreuses restrictions concernant les transferts, cela empêche, à l'époque, pour les meilleurs joueurs de subvenir à leurs besoins uniquement grâce au football. Jusqu'alors, les clubs fixent les salaires de leur joueurs à leur guise.  

## Difficultés financières et pression de la FA
Le Player's Union reprend à sa création les bases de l'AFU et souhaite donc combattre le salaire maximum imposé par la FA et les restrictions liées aux transferts. Néanmoins, l'organisation est pratiquement ruinée et le nombre d'adhérents chute considérablement après l'opposition entre l'attaquant Kingaby et Aston Villa. Après avoir financé les frais juridiques de Herbert Kingaby, l'avocat du joueur ruine la lutte engagée par le syndicat et perd son combat juridique. Les objectifs du syndicat sont clairement déclarés en 1909, ce qui pousse la Football Association à ne plus reconnaître le Players' Union, qui souhaite, par ailleurs, rejoindre la General Federation of Trade Unions. Le Players' Union met en place de nombreuses grèves et pousse rapidement la Football Association à susprendre tous ceux affiliés à l'AFPTU.

## Reprise du mouvement mais manque de résultats
Les joueurs de Manchester United poursuivent les grèves et le mouvement est en voie de disparition jusqu'à ce que Tim Coleman, d'Everton, décide de rompre les rangs avec ses collègues et de rejoindre les joueurs du Outcasts F.C. de Manchester United,. L'intervention de Coleman dans le mouvement ressuscite complètement le syndicat qui retrouve des adhérents et propose à la FA de mettre en place des systèmes de primes pour pallier la limite maximale de salaire. Cependant, rien ne change durant des années et cette limite reste un fardeau pour les joueurs durant plus de 60 ans.